# Indian Hills, Texas
Indian Hills là một nơi ấn định cho điều tra dân số (CDP) thuộc quận Hidalgo, tiểu bang Texas, Hoa Kỳ. Năm 2010, dân số của nơi này là 2591 người.

## Dân số
- Dân số năm 2000: 2036 người.
- Dân số năm 2010: 2591 người.